# High Speed Packet Access
High Speed Packet Access (HSPA) ist eine Erweiterung des Mobilfunkstandards UMTS, die höhere Datenübertragungsraten ermöglicht. Sie gliedert sich in HSDPA zur Erhöhung der Datenübertragungsrate des Downlinks und in HSUPA für den Uplink.
Etwa ab 2011 wurde der rückwärts-kompatible Standard HSPA+ eingeführt, welcher Verbesserungen ermöglicht. Er ist Teil der 3GPP-Spezifikationen seit Release 7. Laut HSPA+ Release 10 sind Downstream-Geschwindigkeiten von bis zu 168 Mbit/s vorgesehen. In einigen deutschen, österreichischen und schweizerischen Mobilfunknetzen sind momentan HSPA+-Geschwindigkeiten bis zu 42 Mbit/s verfügbar (Stand: Oktober 2015). Das Ziel war es, die Leistungsfähigkeit, d. h. spektrale Effizienz, maximale Datenübertragungsraten und Verzögerungszeiten, zu verbessern.
Im Juni 2021 wurde UMTS, HSPA und HSPA+ (3G) in Deutschland abgeschaltet. Die Frequenzen von 3G werden nun für LTE (Long Term Evolution) und 5G genutzt.

## Merkmale
Die wesentlichen Merkmale von HSPA+ im 3GPP Release 7 sind:
- Multiple Input Multiple Output (MIMO) im Downlink
- höhere Befehlsmodulation für den Uplink (16QAM) und Downlink (64QAM)
- verbesserte Layer-2-Unterstützung für höhere Downlinkraten
- verbesserten CELL_FACH-Status (Downlink), Continuous Packet Connectivity (CPC)
- Enhanced Fractional DPCH (F-DPCH)

Die wesentlichen Merkmale von HSPA+ im 3GPP Release 8 sind:
- die Kombination von MIMO und 64QAM
- CS over HSPA
- Dual Cell HSDPA
- verbesserte Layer-2-Unterstützung für höhere Uplinkraten
- verbesserter CELL_FACH-Status für den Uplink